# Igreja Paroquial de Santo António das Antas

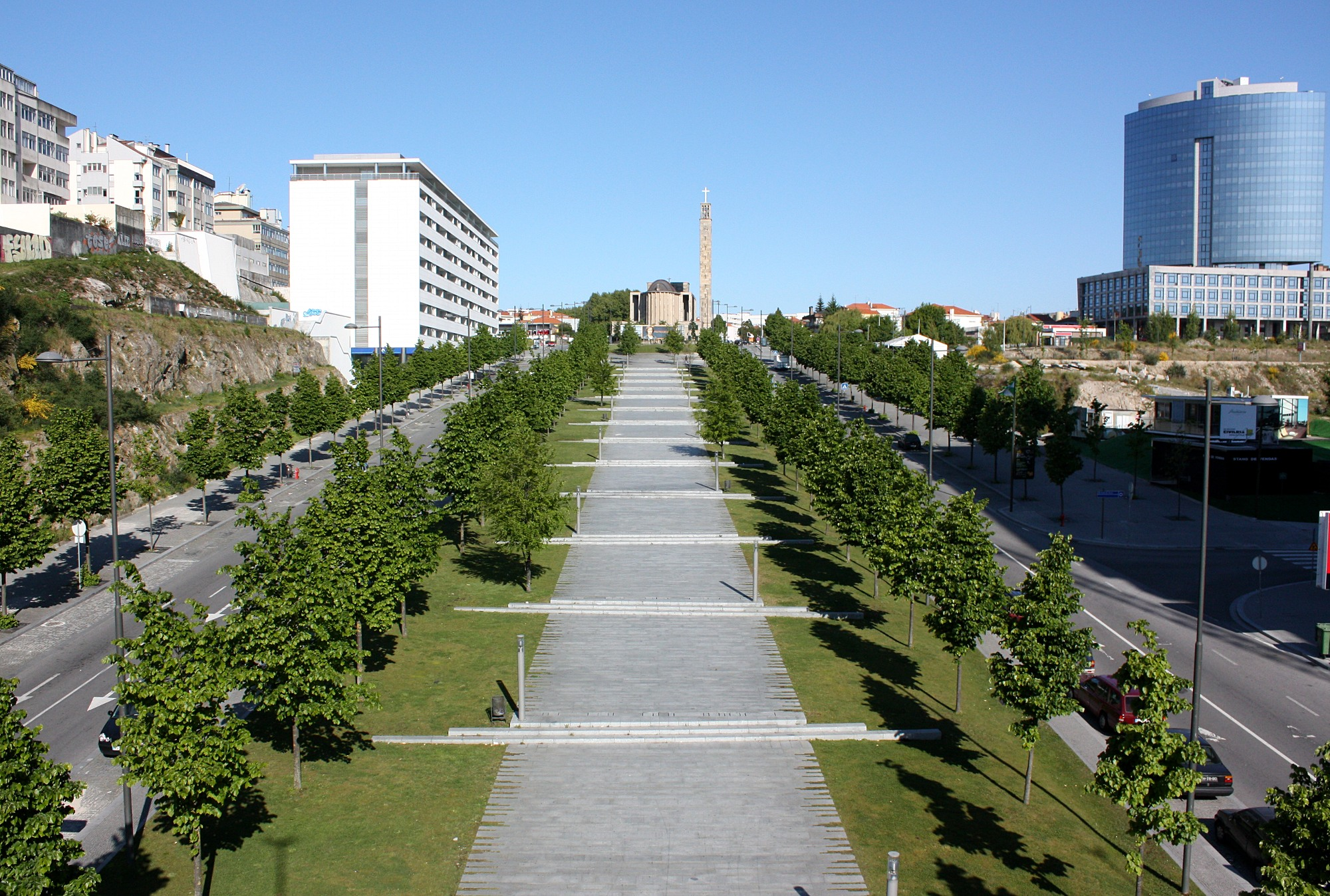
Igreja das Antas no topo da Alameda das Antas

A Igreja Paroquial de Santo António das Antas localiza-se freguesia Bonfim na Cidade do Porto, junto ao bairro das Antas. 

## Arquitecto / Escultor
ARQUITECTOS: Fernando Barbosa e Fernando Tudela (1944)*1, Gui Osswald (2006/2008);
ESCULTORES: Avelino Rocha (imagem de Santo António); Maria Irene Vilar (sacrário); Cabral Antunes (Santa Teresa do Menino Jesus); Manuel Cabral (S. José); Maria Amélia Carvalho (Sagrado Coração de Jesus); Laurentino Ribatua (S. Judas Tadeu); Isolino Vaz (Santa Rita de Cássia); Manuel Cabral (Nossa Senhora de Fátima).